# Gebhardt von Moltke
Gebhardt von Moltke (* 28. Juni 1938 auf Gut Wernersdorf, Landkreis Breslau, Schlesien; † 6. Januar 2019 in Berlin) war ein deutscher Diplomat und Präsident der Deutsch-Britischen Gesellschaft.

## Leben und Beruf
Gebhardt von Moltke entstammte dem mecklenburgischen Adelsgeschlecht Moltke. Sein Vater war der Gutsbesitzer und Botschafter Hans-Adolf von Moltke (1884–1943), auf dessen Gut Wernersdorf er geboren wurde. Seine Mutter war Davida Gräfin Yorck von Wartenburg (1900–1989), die Tochter von Heinrich Graf Yorck von Wartenburg und Sophie Freiin von Berlichingen.

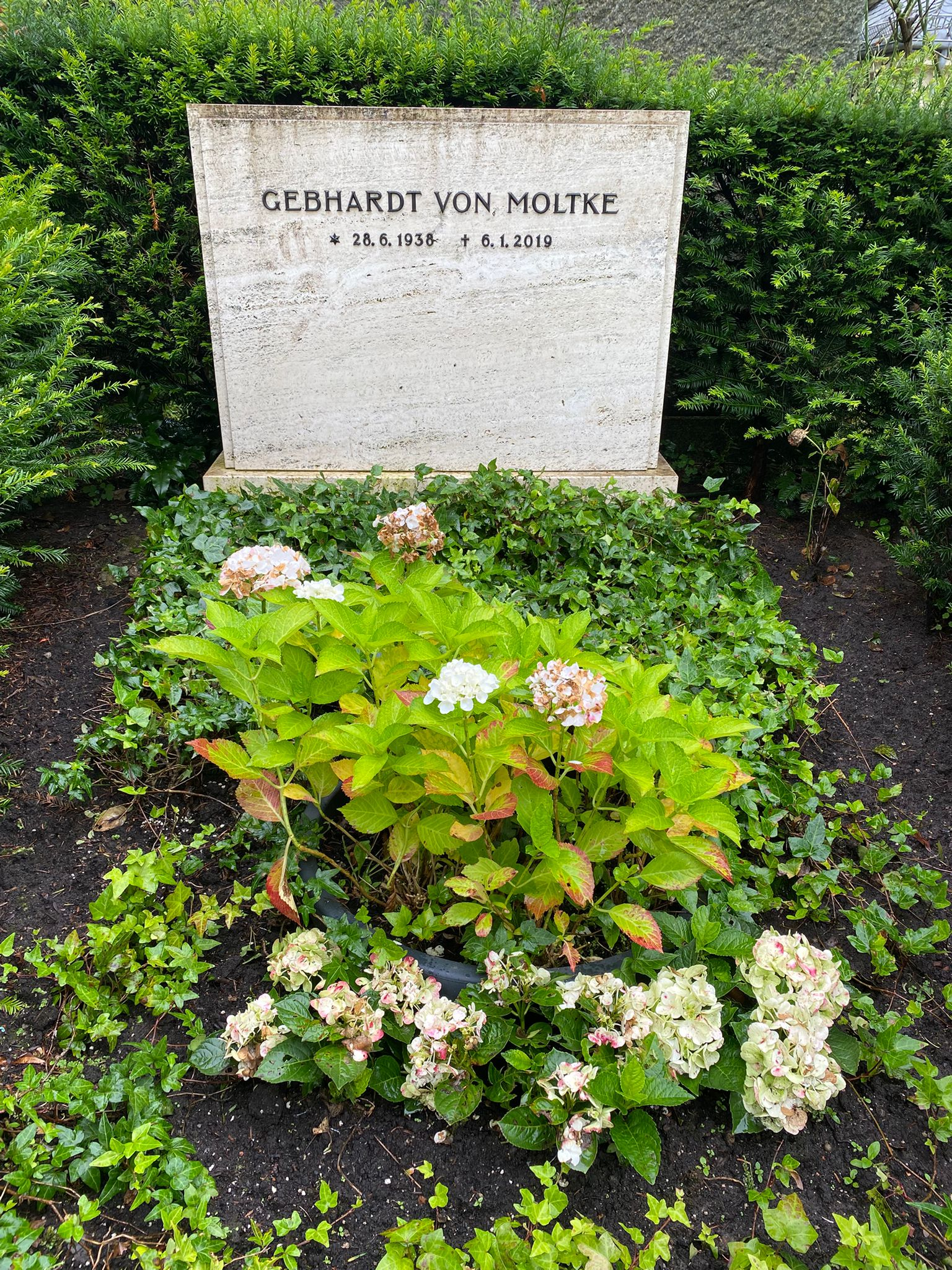
Grabstätte

Im Jahre 1958 begann Moltke mit dem Studium der Rechtswissenschaften und Nationalökonomie an der Ruprecht-Karls-Universität Heidelberg. Er schloss sein Studium 1963 mit Studienaufenthalten in Grenoble, Berlin sowie Freiburg im Breisgau ab und legte im gleichen Jahr sein Erstes Staatsexamen ab. Zwischen 1963 und 1967 machte er sein Referendariat und schließlich das Zweite Staatsexamen. 1968 gelangte er in den höheren Auswärtigen Dienst, wo Gebhardt von Moltke zunächst im Ministerbüro des Auswärtigen Amtes in Bonn tätig war. Von 1971 bis 1977 arbeitete Moltke in Abteilungen der deutschen Botschaften in Moskau und Jaunde. Anschließend kehrte er in das Auswärtige Amt zurück, wo er in der Personalabteilung tätig wurde. Zwischen 1982 und 1986 arbeitete in der Politischen Abteilung der Botschaft in Washington, woraufhin er die Leitung des USA-Referates im Auswärtigen Amt übernahm. Danach wurde Gebhardt von Moltke im Jahre 1991 Beigeordneter Generalsekretär für Politische Angelegenheiten bei der NATO in Brüssel. Im Jahre 1997 wurde Moltke zum Botschafter in London ernannt. Dieses Amt hatte er bis 1999 inne. Darauf folgte die Berufung als Ständiger Vertreter der Bundesrepublik Deutschland im Nordatlantikrat der NATO. Im Jahre 2003 ging Moltke in den Ruhestand. Im gleichen Jahr wurde er neuer Vorstandsvorsitzender der Deutsch-Britischen Gesellschaft.
Gebhardt von Moltke wurde im Jahr 2000 die Ehrendoktorwürde der University of Birmingham verliehen. Er ruht auf dem Evangelischen Kirchhof Nikolassee.

## Auszeichnungen
- 1998: Großes Verdienstkreuz des Verdienstordens der Bundesrepublik Deutschland
- 2003: Großes Goldenes Ehrenzeichen mit dem Stern für Verdienste um die Republik Österreich[4]